# Ilaria Corazza
Ilaria Corazza (Údine, 24 de julio de 2001) es una deportista italiana que compite en remo. Ganó una medalla de oro en el Campeonato Mundial de Remo de 2022, en la prueba de cuatro scull ligero.

## Palmarés internacional
| Campeonato Mundial | Campeonato Mundial       | Campeonato Mundial | Campeonato Mundial  |
| Año                | Lugar                    | Medalla            | Prueba              |
| ------------------ | ------------------------ | ------------------ | ------------------- |
| 2022               | Račice (República Checa) | Medalla de oro     | Cuatro scull ligero |